# OS/390
OS/390（オーエスさんきゅうまる） は、IBMが製造・販売している汎用コンピュータ（メインフレーム）用のオペレーティングシステムの1つ。後継はz/OS。

## 概要
IBMのメインフレームコンピュータ System/370 と System/390 用のオペレーティングシステムである。
OS/390 は、1995年後期に、MVSの後継版としてデビューした。MVSではオプションまたは別売であった多数のサブシステムを包含し、相互に検証後にリリースアップされる、新しいパッケージでもある。
OS/390では以下のサブシステムを含んでいる。
- OS本体およびジョブ管理サブシステム (JES)
- UNIX環境(UNIX System Services、USS)
- コミュニケーションサーバ( Communications Server)

コミュニケーションサーバは VTAM を含む。VTAM は、TCP/IP と TIOC をフィーチャーする。それは、SNA (3270)、APPC、High Performance Routing、ATM support、sockets、遠隔手続き呼出し (RPC) を提供する。
- RACF
- TSO、ISPF、SDSF

2001年12月には後継のz/OSが発表された。z/OSは64ビットプロセッサzSeries（現・System z）対応などが加えられた。
IBMはOS/390のサポートを、2004年後期に終了している。